# Karl Christian Friedrich Krause

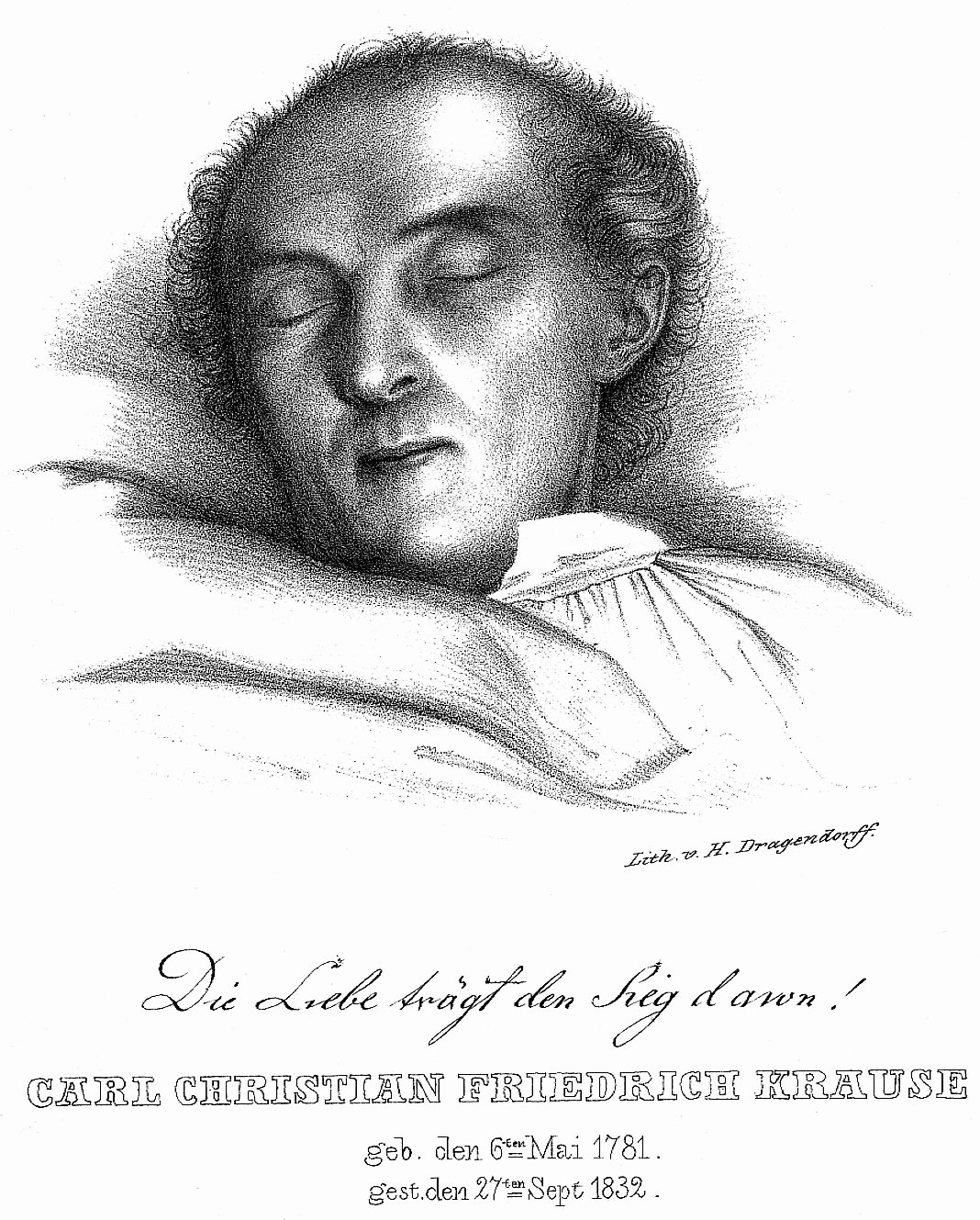
Karl Christian Friedrich Krause auf dem Sterbebett. Lithographie, die als Frontispiz zu Krauses postum erschienenem Buch Die reine d.i. allgemeine Lebenlehre und Philosophie der Geschichte (Göttingen 1843) erschien.

Karl Christian Friedrich Krause (* 6. Mai 1781 in Eisenberg; † 27. September 1832 in München) war ein deutscher Autor und Philosoph.
Er ist Namensgeber des so genannten Krausismo, der vor allem im Spanien des 19. Jahrhunderts für den Umbau staatlicher Institutionen bedeutsam war.
Krause hinterließ ein breites Werk zu Wissenschaft, Kunst und Sozialformationen.

## Leben
Karl Christian Friedrich Krause erhielt seinen ersten Unterricht von seinem Vater, der Lehrer und später Pastor in Nobitz war. Nach dem Besuch der Schulen in Eisenberg, Donndorf (ab 1794) und Altenburg ging er im Jahre 1797 an die Universität Jena, wo er Philosophie und Mathematik studierte. Er hörte dort auch Vorlesungen bei Fichte und Schelling. Von Fichtes Vorlesung „Wissenschaftslehre nova methodo“ im Wintersemester 1798/99 erstellte er eine Mitschrift, die erst 1980 gefunden und anschließend publiziert wurde. 1801 erfolgte die Promotion zum Doktor der Philosophie, zudem legte Krause das theologische Kandidatenexamen ab. Im Frühjahr 1802 habilitierte er sich als Privatdozent in Jena und hielt bis Mitte 1804 Vorlesungen über Logik, Naturrecht, Mathematik, Naturphilosophie und das gesamte System der Philosophie. Hinsichtlich aller dieser Wissenschaften gab er damals Lehrbücher heraus. Bereits zu diesem Zeitpunkt zeigte sich die Eigentümlichkeit seines Systems.
1804 ging Krause nach Rudolstadt, brach dort mit seiner Universitätslaufbahn und zog sich zum Privatstudium zurück, ein Jahr später folgte der Umzug nach Dresden, wobei er auf der Reise dorthin in Altenburg von einem Freund in die Freimaurerloge „Archimedes zu den drei Reißbrettern“ eingeführt wurde. Noch im selben Jahr wurde er in Dresden von der Loge „Zu den drei Schwertern“ affiliiert.
1807 gab Krause mit Johann Karl Lebrecht Albanus einen Reiseführer für Dresden heraus.
In Dresden gab er auch Privatunterricht und hatte ab 1809 eine Lehrerstelle für Kartenzeichnen, Erdkunde und Deutsch an der Ingenieur-Akademie inne. Aufgrund seiner ablehnenden Haltung gegenüber der Geheimhaltung der Freimaurer kam es im Oktober 1810 auf Druck mehrerer Großlogen zum Ausschluss aus der Loge. 1813 verließ Krause die Stadt und zog nach Berlin, in der Hoffnung, an der dort neu zu gründenden Berliner Universität lehren zu können. Trotz der Unterstützung Fichtes wurde ihm jedoch diese Möglichkeit verwehrt. So unterrichtete er als Privatdozent in den Fächern Philosophie und Mathematik und war Mitbegründer der bis etwa 1880 bestehenden Berlinischen Gesellschaft für deutsche Sprache, die sich zunächst dem Sprachpurismus verschrieb. Ohne Lehramt an der Universität kehrte er 1815 nach Dresden zurück und brach 1817 zu einer Reise durch Deutschland, nach Italien und Frankreich auf, studierte Kunst. Im Übrigen arbeitete er weiter an seinem System und dessen Ausgestaltung. 1823 verließ er Dresden und habilitierte sich im März 1824 als Privatdozent in Göttingen, wo er von 1823 bis 1830 Vorlesungen hielt und den Begriff des Panentheismus prägte. 1831 entschloss sich Krause, nach München zu gehen, wo angeblich Schelling seine Aufnahme an der Universität verhinderte. Im Jahr darauf starb Karl Krause im Alter von 51 Jahren an einem Schlaganfall und wurde weitgehend einsam beerdigt.

## Grabstätte

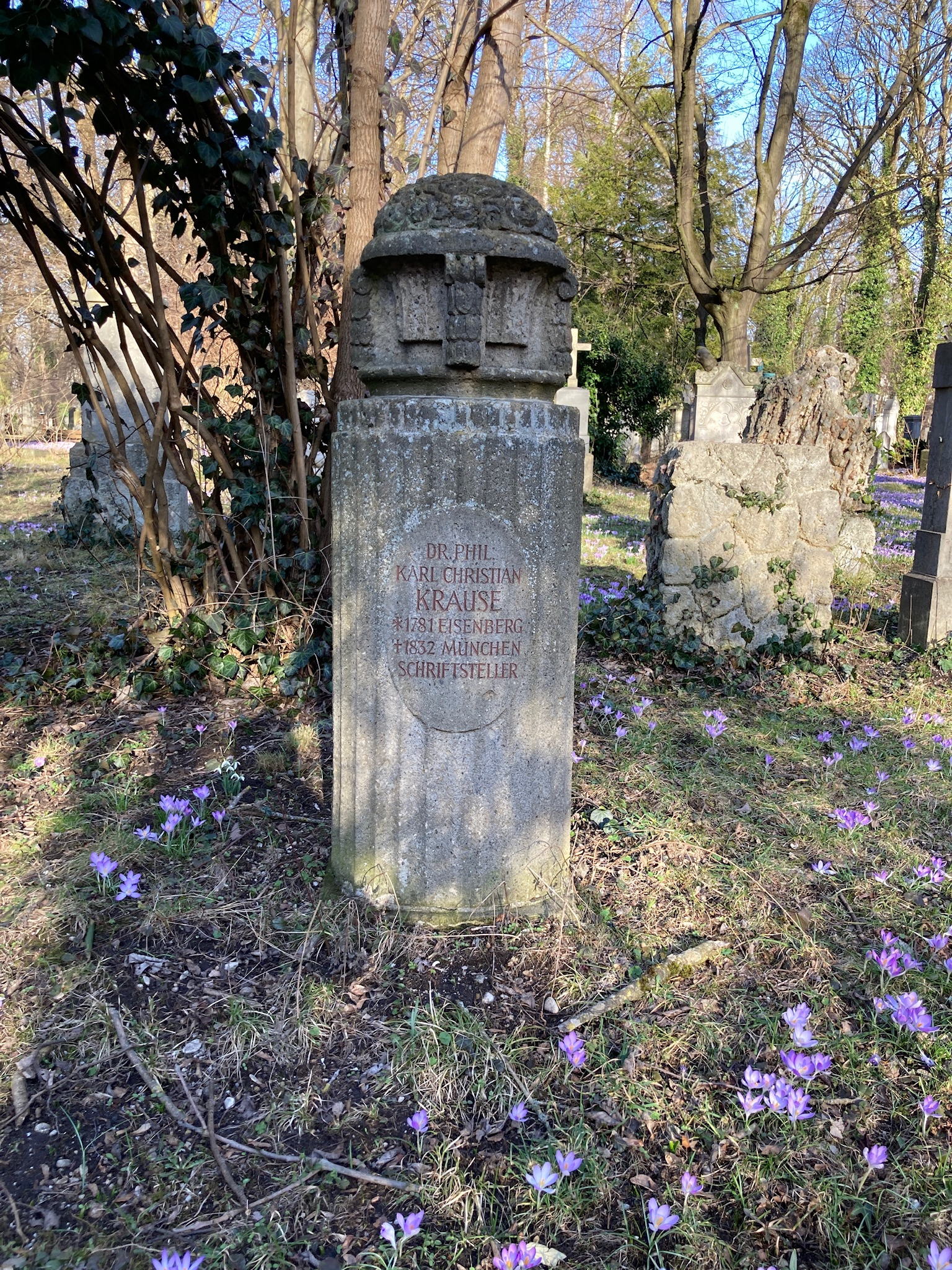
Grab von Karl Krause auf dem Alten Südlichen Friedhof in München

Die Grabstätte von Karl Krause befindet sich auf dem Alten Südlichen Friedhof in München (Gräberfeld 23 – Reihe 13 – Platz 46) Standort.

## Ehrungen

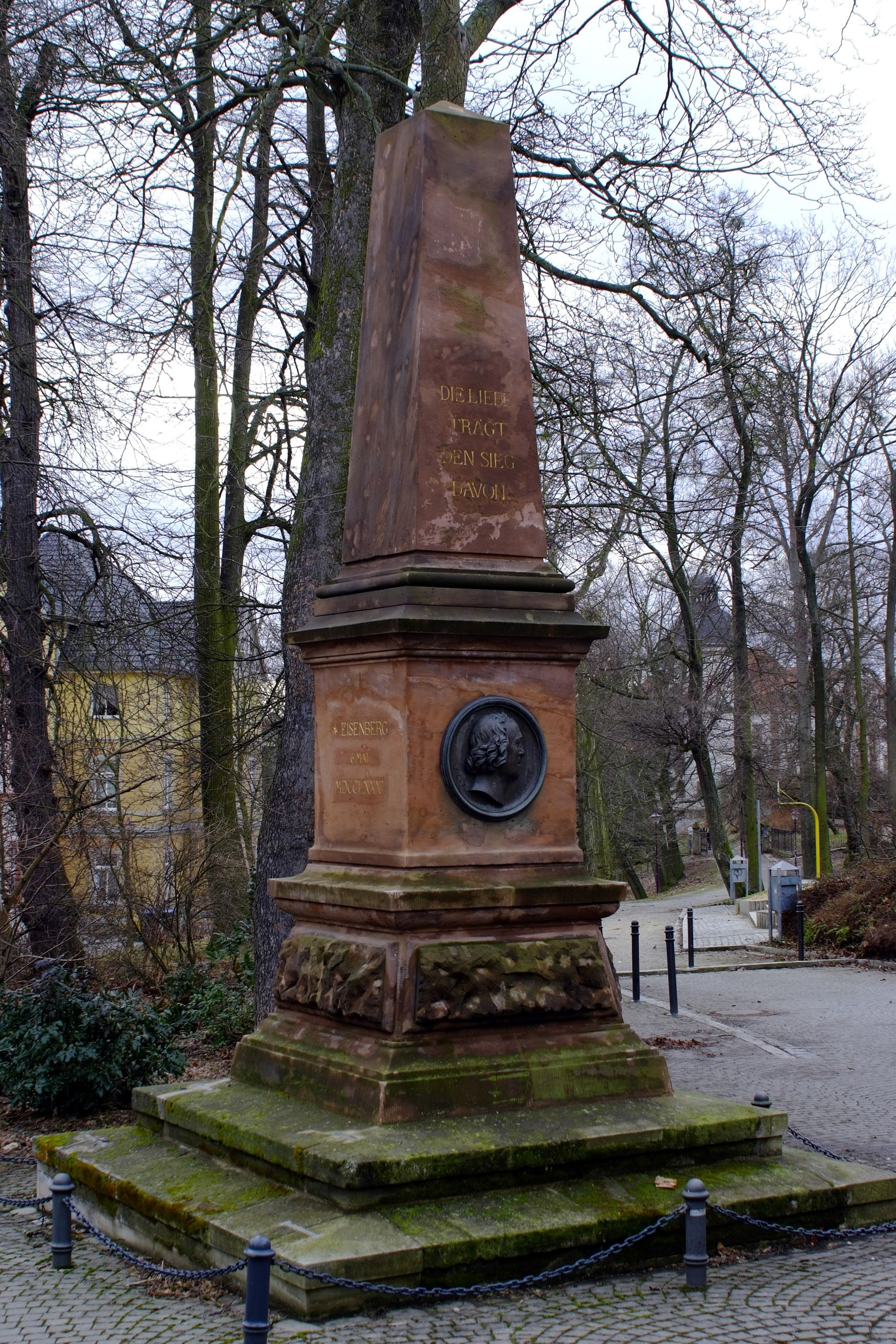
Denkmal für Karl Christian Friedrich Krause auf dem Krauseplatz in Eisenberg

Am 6. Mai 1881 wurde in seiner Geburtsstadt Eisenberg anlässlich seines 100. Geburtstag ein von Freimaurern gestiftetes Denkmal eingeweiht, ein Sandsteinobelisk mit der Aufschrift „Die Liebe trägt den Sieg davon“; seine ehemalige Dresdener Loge hatte im gleichen Jahr seinen erzwungenen Ausschluss widerrufen. Die Stadtverwaltung beschloss im Jahre 1902, dass die ehemalige Straße am Schlossgarten in Krauseplatz umbenannt wird.

## Lehre
Krause bezeichnete seine Philosophie als Wesenlehre. Aus eigener Sicht handelt es sich bei seinem System um eine „evolutionslogische Neuerung der Philosophie“. Im Rahmen der Entwicklung der Menschheit reiche diese über alle bisherigen Bemühungen der Philosophiegeschichte hinaus. Krause strebte nicht nur an, die Erkenntnistheorie, Logik, Mathematik und Sprachphilosophie zu revolutionieren, er glaubte auch, in allen bisherigen Systemen Mängel, Einseitigkeiten und gefährliche soziale Folgerungen für die Entwicklung der Gesellschaften nachweisen zu können, indem er die aus der göttlichen Essentialität abgeleiteten Urbilder mit den pragmatisch-empirischen Gesellschaftsformationen verglich und durch Musterbilder eine friedliche Entwicklung der Geschichte ermöglicht.
Im Rahmen seiner Philosophie war seine Auseinandersetzung mit den Systemen Kants und Hegels, die er ausführlich kritisierte, daher von besonderer Bedeutung. Er entwickelte eine Erkenntnistheorie, welche die Erkenntnistheorie Kants präzisieren, dessen Kategorien relativieren und insbesondere eine „Anleitung zur Erkenntnis des absoluten und unendlichen Grundwesens“ enthalten sollte, die bisweilen als „essentialistische Wende“ bezeichnet wird. Unter der Voraussetzung, dass dem Leser diese Erkenntnis gelinge, breite die Grundwissenschaft vor ihm die absoluten und unendlichen Kategorien der göttlichen Essentialität aus, welche die konstitutiven und regulativen Prinzipien zur Begründung aller Erkenntnisse darstelle. Diese Kategorien verstand Krause als einen Neuanfang der Philosophie.
Krause wollte die Grundlagen der Logik seiner Zeit  wie auch jene der Hegelschen Inhaltslogik, die auch im Marxismus grundlegend ist, in einer neuen „synthetischen Logik“ überwinden, mit der sich seiner Meinung nach auch für die Naturwissenschaften grundlegende Veränderungen ergeben sollten.
Krause behauptete, die von Leibniz gesuchte Universalwissenschaft, die scientia universalis, in seiner Wesenlehre gefunden zu haben. Nach dem erkenntnistheoretischen Aufstieg zur Grunderkenntnis Gottes als des Einen, unendlichen und absoluten Wesens gedachte Krause, alle Erkenntnisse aller Wissenschaften (Logik, Mathematik, Naturwissenschaft, Geisteswissenschaft und Gotteswissenschaft, Ethik, Religion und Grundlagen einer Weltgesellschaft) aus dem unendlichen und absoluten Wesen abzuleiten. Diese neuen Erkenntnisse (Kategorien) erforderten zu ihrer Darstellung eine neue Sprache, eine Universalsprache (Or-Om-Sprache) mit einer neuen Struktur, die der Struktur Gottes an und in sich entspricht und die alle bisherigen Sprachsysteme und deren Strukturen überschreitet. Krause verfasste eine Reihe seiner Werke in dieser neuen Sprache, was ihre Rezeption beträchtlich erschwerte. Er war der Meinung, dass er das Konzept, welches Leibniz suchte, ausgeführt und vollendet hätte. Im Sinne dieses Systems würden die Probleme der Logik und Mathematik lösbar.
Krause meinte, dass seine Grundwissenschaft aber auch für die Neugestaltung und Vollendung aller anderen Wissenschaften und Künste konstitutiv sei. Das Werkverzeichnis Krauses  zeigt, für welche Bereiche er dies selbst zu leisten glaubte: Ethik, Ästhetik, Soziologie (Grundrisse allharmonischer Sozialformationen, Urbild der Menschheit und Menschheitsbund), Sprachphilosophie mit neuen Aspekten für Pragmatik, Semantik und Syntaktik, Rechtsphilosophie mit der Entwicklung neuer Menschenrechtskategorien, einer neuen Staatstheorie, Grundrissen eines europäischen Staatenbundes und eines globalen Staatenbundes der Erde, Religionsphilosophie (Panentheismus), Evolutionstheorie sozialer Systeme, Kritik der Philosophiegeschichte und Naturphilosophie.
In Deutschland war Krause nur wenig einflussreich. Sein Einfluss war jedoch im romanischen, insbesondere im spanischsprachigen Kulturraum (als Namensgeber für den Krausismo) größer, wo Krause – dessen Werk, das die Grundgedanken des Deutschen Idealismus vermittelte, von seinem Schüler Heinrich Ahrens ins Französische übersetzt wurde (z. B. „Cours de philosophie“, 1836 und 1838) – im 19. Jh. zeitweise als der größte deutsche Philosoph galt. Er entwickelte eine Idee des Menschheitsbundes und gab seine eigene Zeitschrift „Tagblatt des Menschenlebens“ (1811) heraus. Insbesondere in der Schrift „Urbild der Menschheit“ (1811) hat Krause seine Ideen propagiert.

## Werke
- Dissertatio philosophico-mathematica de Philosophiae et Matheseos notione et earum intima conjunctione. Jenae, apud Voigtium, 1802.
- Grundlage des Naturrechts, oder philosophischer Grundriss des Ideales des Rechts. Erste Abtheilung. Gabler, (Cnobloch), Jena/Leipzig 1803. (Digitalisat)
- Grundriss der historischen Logik für Vorlesungen, nebst zwei Kupfertafeln, worauf die Verhältnisse der Begriffe und der Schlüsse combinatorisch vollständig dargestellt sind. Gabler, Jena/Leipzig 1803. (Digitalisat)
- Grundlage eines philosophischen Systemes der Mathematik; erster Theil, enthaltend eine Abhandlung über den Begriff und die Eintheilung der Mathematik, und der Arithmetik erste Abtheilung; zum Selbstunterricht und zum Gebrauche bei Vorlesungen, mit 2 Kupfertafeln. Gabler, Jena/Leipzig 1804. (Digitalisat)
- Factoren- und Primzahlentafeln, von 1 bis 100000 neuberechnet und zweckmässig eingerichtet, nebst einer Gebrauchsanleitung und Abhandlung der Lehre von Factoren und Primzahlen, worin diese Lehre nach einer neuen Methode abgehandelt, und die Frage über das Gesetz der Primzahlenreihe entschieden ist. Jena und Leipzig, Gabler (Cnobloch), 1804.
- Entwurf des Systems der Philosophie; erste Abtheilung, enthaltend die allgemeine Philosophie, nebst einer Anleitung zur Naturphilosophie. Für Vorlesungen. Jena und Leipzig, Cnobloch, 1804. (Die zweite Abtheilung sollte die Philosophie der Vernunft oder des Geistes, die dritte die Philosophie der Menschheit enthalten.)
- Versuch einer wissenschaftlichen Begründung der Sittenlehre, Leipzig: Reclam, 1810 (Digitalisat)
- Die drei ältesten Kunsturkunden der Freimaurerbrüderschaft, mitgetheilt, bearbeitet und durch eine Darstellung des Wesens und der Bestimmung der Freimaurerei und der Freimaurerbrüderschaft, sowie durch mehrere liturgische Versuche, erläutert vom Br. Karl Christian Friedrich Krause, der Zeit Redner der beiden vereinigten gerechten und vollkommnen Logen zu den drei Schwerdtern und den wahren Freunden zu Dresden, Dresden: Arnoldi, 1810 (Digitalisat)
- Tagblatt des Menschheitlebens; erster Vierteljahrgang 1811, Dresden in der Arnold'schen Buchhandlung und bei dem Herausgeber D. Krause. Nebst 26 Stücken eines literarischen Anzeigers. (Enthält mehrere wissenschaftliche Abhandlungen des Herausgebers über Mathematik, Naturrecht, Geschichte, Geographie, Musik.)
- Das Urbild der Menschheit. Ein Versuch, Dresden: Arnold, 1811 (Digitalisat) – Zweite Auflage Göttingen, in Commission der Dieterich’schen Buchhandlung, 1851
- Lehrbuch der Combinationslehre und der Arithmetik als Grundlage des Lehrvortrages und des Selbstunterrichtes, nebst einer neuen und fasslichen Darstellung der Lehre vom Unendlichen und Endlichen, und einem Elementarbeweis des binomischen polynomischen Lehrsatzes, bearbeitet von L. Jos. Fischer und D. Krause, nach dem Plane und mit einer Vorrede und Einleitung des Letztgenannten. Erster Band. Dresden, Arnold’sche Buchhandlung, 1812.
- Oratio de scientia humana et de via ad eam perveniendi, habita Berolini 1814.
- Von der Würde der deutschen Sprache und von der höheren Ausbildung derselben überhaupt, und als Wissenschaftssprache insbesondere. Dresden, 1816. (Digitalisat)
- Ausführliche Ankündigung eines neuen, vollständigen Wörterbuches oder Urwortthumes der deutschen Volkssprache. Dresden, Arnold, 1816.
- Theses philosophicae XXV, Gottingae, 1824.
- Abriss des Systemes der Philosophie, erste Abtheilung. Für seine Zuhörer, 1825. Im Buchhandel: Göttingen, in Commission der Dieterich’schen Buchhandlung, 1828. (Digitalisat)
- Darstellungen aus der Geschichte der Musik nebst vorbereitenden Lehren, aus der Theorie der Musik. Dieterich, Göttingen 1827. (Digitalisat)
- Abriss des Systems der Logik für seine Zuhörer, 1825. Zweite, mit der metaphysischen Grundlegung der Logik und einer dritten Steindrucktafel vermehrte Ausgabe. Ebd., in Commission, 1828. (Digitalisat)
- Abriss des Systems der Rechtsphilosophie oder des Naturrechts. Ebd., in Commission, 1828.
- Vorlesungen über das System der Philosophie. Ebd., in Commission, 1828.
- Vorlesungen über die Grundwahrheiten der Wissenschaft, zugleich in ihrer Beziehung zu dem Leben. Nebst einer kurzen Darstellung und Würdigung der bisherigen Systeme der Philosophie, vornehmlich der neuesten von Kant, Fichte, Schelling und Hegel, und der Lehre Jacobi's. Für Gebildete aus allen Ständen. Ebd. in Commission, 1829. (Digitalisat)
- (Anonym) Geist der Lehre Emanuel Swedenborgs. Aus dessen Schriften. Mit einer katechetischen Übersicht und vollständigem Sachregister. Herausgegeben von Dr. I. M. C. G. Vorherr. München, E. A. Fleischmann, 1832.

Darüber hinaus existieren zahlreiche Veröffentlichungen aus dem handschriftlichen Nachlass. Eine Aufbereitung des Materials erfolgt im Krause Digital Research Project (siehe Weblinks). Der 468 Bände und Kapseln umfassende schriftliche Nachlass Krauses wird in der Sächsischen Landesbibliothek – Staats- und Universitätsbibliothek Dresden aufbewahrt.

### Ausgaben
- Johann Gottlieb Fichte: Wissenschaftslehre nova methodo. Kollegnachschrift K. Chr. F. Krause 1798/99. Herausgegeben von Erich Fuchs. Hamburg: Meiner 2. Aufl. 1994, ISBN 3-7873-1159-9
- Ausgewählte Schriften. Herausgegeben von Enrique M. Ureña und Erich Fuchs. Stuttgart: Frommann-Holzboog 2007 ff., ISBN 978-3-7728-2340-4
  - Bd. 1: Entwurf des Systemes der Philosophie. Erste Abtheilung enthaltend die allgemeine Philosophie, nebst einer Anleitung zur Naturphilosophie. Hrsg. von Thomas Bach und Olaf Breidbach. 2007, ISBN 978-3-7728-2341-1
  - Bd. 2: Philosophisch-freimaurerische Schriften (1808–1832). Hrsg. und eingeleitet von Johannes Seidel, Enrique M. Ureña und Erich Fuchs. 2008, ISBN 978-3-7728-2342-8
  - Bd. 3: Vermischte Schriften. Hrsg. von Enrique M. Ureña, Erich Fuchs, Johannes Seidel u. a. 2014, ISBN 978-3-7728-2343-5
  - Bd. 4: Schriften zur Rechtsphilosophie. Hrsg. von Wolfgang Forster und Peter Landau. 2022, ISBN 978-3-7728-2344-2
  - Bd. 5: Das Urbild der Menschheit. Ein Versuch. Dresden 1811. 2018, ISBN 978-3-7728-2345-9
- Grundlage des Naturrechts. Herausgegeben von Siegfried Wollgast. Freiburg: Haufe Verlag 2003, ISBN 3-448-04614-0
- Vorlesungen über das System der Philosophie. Unveränderter Nachdruck der Ausgabe Göttingen 1828 mit einem Vorwort und Anmerkungen. Herausgegeben von Siegfried Pflegerl, Eigenverlag, Breitenfurt 1981.
- Zur Kunstlehre, Bd. 1: System der Aesthetik oder der Philosophie des Schönen und der schönen Kunst, aus dem handschriftlichen Nachlass hrsg. von Paul Hohlfeld und August Wünsche, Leipzig: Otto Schulze 1882.

### Biographisches
- Friedbert Holz: Krause, Karl Christian Friedrich. In: Neue Deutsche Biographie (NDB). Band 12, Duncker & Humblot, Berlin 1980, ISBN 3-428-00193-1, S. 704–707 (Digitalisat).
- Krause, Karl Christian Friedrich. In: Meyers Konversations-Lexikon. 4. Auflage. Band 10, Verlag des Bibliographischen Instituts, Leipzig/Wien 1885–1892,  S. 167.
- Klaus-M. Kodalle: Krause, Karl Christian Friedrich. In: Biographisch-Bibliographisches Kirchenlexikon (BBKL). Band 4, Bautz, Herzberg 1992, ISBN 3-88309-038-7, Sp. 624–631 (Artikel/Artikelanfang im Internet-Archive).
- Anonym (Friedrich Mossdorf): S. 193–228 Encyclopädie der Freimaurerei. Band 2, Leipzig 1824.
- Carl von Prantl: Krause, Karl Christian Friedrich. In: Allgemeine Deutsche Biographie (ADB). Band 17, Duncker & Humblot, Leipzig 1883, S. 75–79.
- August Procksch: Karl Christian Friedrich Krause. Ein Lebensbild nach seinen Briefen dargestellt. Mit Krauses Photographie nach Hänels Büste. Leipzig 1880 (Digitalisat).

### Einführendes
- Benedikt Paul Göcke: The Panentheism of Karl Christian Friedrich Krause (1781–1832). From Transcendental Philosophy to Metaphysics. Peter Lang, Berlin 2018, ISBN 978-3-631-74689-9
- Benedikt Paul Göcke: Alles in Gott? Zur Aktualität des Panentheismus Karl Christian Friedrich Krauses. Pustet, Regensburg 2012, ISBN 978-3-7917-2430-0
- Benedikt Paul Göcke: Gott und die Welt? Bemerkungen zu Karl Christian Friedrich Krauses System der Philosophie. In: Theologie und Philosophie. Bd. 87 (1), 25–45. 2012.
- Benedikt Paul Göcke: On the Importance of Karl Christian Friedrich Krause's Panentheism. In: Zygon Bd. 48 (2), 364–379. 2013
- Stefan Groß: Die Metaphysik Karl Christian Friedrich Krauses in ihrem Verhältnis zu Religion, Ethik und Ästhetik. Berlin 2008, ISBN 978-3-631-57564-2
- Klaus-M. Kodalle (Hrsg.): Karl Christian Friedrich Krause (1781–1832). Studien zu seiner Philosophie und zum Krausismo = Schriften zur Transzendentalphilosophie Bd. 5. Felix Meiner Verlag, Hamburg 1985, ISBN 3-7873-0626-9
- Rogelio García Mateo: Das deutsche Denken und das moderne Spanien. Panentheismus als Wissenschaftssystem bei Karl Chr. F. Krause. Seine Interpretation und Wirkungsgeschichte in Spanien: Der spanische Krausismus. Peter Lang, Frankfurt 1982, ISBN 978-3-8204-7275-2
- Enrique M. Ureña: K. C. F. Krause: Philosoph, Freimaurer, Weltbürger. Eine Biographie. Frommann-Holzboog, Stuttgart-Bad Cannstatt 1991, ISBN 3-7728-1393-3

### Krauses Rechtsphilosophie
- Wolfgang Forster: Karl Christian Friedrich Krauses frühe Rechtsphilosophie und ihr geistesgeschichtlicher Hintergrund. Aktiv Druck & Verlag, Ebelsbach 2000, ISBN 3-932653-05-X
- Peter Landau: Stufen der Gerechtigkeit. Zur Rechtsphilosophie von Gottfried Wilhelm Leibniz und Karl Christian Friedrich Krause = Bayerische Akademie der Wissenschaften, Philosophisch-historische Klasse, Sitzungsberichte Jahrgang 1995, Heft 7. München 1995.
- Bettina Wirmer-Donos: Die Strafrechtstheorie Karl Christian Friedrich Krauses als theoretische Grundlage des spanischen Korrektionalismus. Peter Lang, Frankfurt 2001, ISBN 3-631-38078-X.

### Einzelthemen
- O. Carlos Stoetzer: Karl Christian Friedrich Krause and his influence in the Hispanic World. Böhlau, Wien 1998, ISBN 3-412-13597-6
- Stefan Grosz: Karl Christian Friedrich Krause. Zu den ästhetisch-philosophischen und gesellschaftlichen Prämissen der Landesverschönerung. In: Die Gartenkunst 16 (2/2004), S. 311–317.
- Christine Susanne Rabe: Gleichwertigkeit von Mann und Frau: die Krause-Schule und die bürgerliche Frauenbewegung im 19. Jahrhundert. Böhlau Verlag 2006. Dissertation.(eingeschränkte Vorschau in der Google-Buchsuche).
- Enrique M. Ureña: Philosophie und gesellschaftliche Praxis. Wirkungen der Philosophie K. C. F. Krauses in Deutschland (1833–1881). Frommann-Holzboog, Stuttgart-Bad Cannstatt 2001, ISBN 3-7728-2165-0
- Enrique M. Ureña: Die Krause-Rezeption in Deutschland im 19. Jahrhundert. Philosophie – Religion – Staat. Frommann-Holzboog, Stuttgart-Bad Cannstatt 2007, ISBN 3-7728-2349-1
- Siegfried Pflegerl: K. C. F. Krauses Urbild der Menschheit. Richtmaß einer universalistischen Globalisierung. Kommentierter Originaltext und aktuelle Weltsystemanalyse. Peter Lang, Frankfurt 2003, ISBN 978-3-631-50694-3